# شارلي حميدو
إبراهيم عبد الحميد شارلي لاعب كرة قدم مصري راحل كان يجيد اللعب في خط الدفاع.
لعب طوال مسيرته الرياضية في نادي الأوليمبي.
شارك مع منتخب مصر في بطولة كأس العالم 1934 في إيطاليا حيث خرج من الدور الثمن النهائي.

## وصلات خارجية
- شارلي حميدو على موقع عالم كرة القدم.نت (الإنجليزية)
- هذا سيرة ذاتية